# تاكافومي سودو
تاكافومي سودو (باليابانية: 須藤貴郁) هو لاعب كرة قدم ياباني في مركز الدفاع، ولد في 21 نوفمبر 1991 في توتشيغي في اليابان. لعب مع Vanraure Hachinohe ‏.

## وصلات خارجية
- تاكافومي سودو على موقع رابطة كرة القدم اليابانية للمحترفين (اليابانية)
- تاكافومي سودو على موقع قاعدة بيانات كرة القدم.إي يو (الإنجليزية)
- تاكافومي سودو على موقع Soccerway.com (الإنجليزية)
- تاكافومي سودو على موقع عالم كرة القدم.نت (الإنجليزية)